# 梁瀨車站
梁瀨車站（日语：／ Yanase eki\f=y）是一由西日本旅客鐵道（JR西日本）所經營的鐵路車站，位於日本兵庫縣朝來市山東町，是山陰本線沿線的一個無人車站，隸屬於近畿統括本部的管轄範圍。梁瀨車站是山陰本線自京都出發，進入兵庫縣境後的第一個車站，自本站至居組為止，山陰本線橫貫過兵庫縣內的但馬地方，並在沿途設有19個車站。

## 車站結構
島式1面2線月台的地面車站。站舍位於軌道東北側，站舍與月台跨線天橋連絡。此外，此站為一線貫通配置，但以兩方向的Y字分支，月台不分方向。廁所位於車站構內，只限一間男女共用和式的水洗式廁所。

### 月台配置
| 月台 | 路線     | 方向 | 目的地                 |
| ---- | -------- | ---- | ---------------------- |
| 1    | 山陰本線 | 上行 | 福知山、京都、大阪方向 |
| 2    | 山陰本線 | 下行 | 和田山、豐岡方向       |

## 使用情況
2016年度1日平均上車人次為135人。
近年的1日平均上車人次如下表。
| 上車人次推移       | 上車人次推移    |
| 年度               | 1日平均上車人次 |
| ------------------ | --------------- |
| 2000年（平成12年） | 195             |
| 2001年（平成13年） | 184             |
| 2002年（平成14年） | 172             |
| 2003年（平成15年） | 189             |
| 2004年（平成16年） | 180             |
| 2005年（平成17年） | 156             |
| 2006年（平成18年） | 155             |
| 2007年（平成19年） | 162             |
| 2008年（平成20年） | 181             |
| 2009年（平成21年） | 163             |
| 2010年（平成22年） | 153             |
| 2011年（平成23年） | 141             |
| 2012年（平成24年） | 143             |
| 2013年（平成25年） | 166             |
| 2014年（平成26年） | 143             |
| 2015年（平成27年） | 138             |
| 2016年（平成28年） | 135             |

## 相鄰車站
西日本旅客鐵道
 山陰本線
■快速、■普通
上夜久野－梁瀨－和田山

## 外部連結
- 梁瀨｜車站資訊：JR出門網 - 西日本旅客鐵道